# Politécnica Montreal
A Politécnica Montreal (anteriormente: Escola Politécnica de Montreal; em francês: École Polytechnique de Montréal; pronúncia em francês: [ekɔl pɔlitɛknik də mɔ̃ʁeal]) é uma faculdade de engenharia afiliada à Universidade de Montreal, localizada em Montreal, Quebec, no Canadá. A instituição oferece cursos de graduação e pós-graduação e é a melhor faculdade canadense em termos de pesquisa no campo da engenharia. Seguindo a tradição, os bacharéis em engenharia (B.Eng) formados na instituição recebem um anel de ferro durante a cerimônia de denominação dos engenheiros.

## História
A Escola Politécnica de Montreal, fundada em homenagem à prestigiosa Escola Politécnica de Paris, foi fundada em 1973 com o intuito de ensinar desenho técnico e outras artes técnicas. Inicialmente era sediada numa antiga residência. Mais tarde mudou-se para um amplo edifício localizado na Rua Saint-Denis. Em 1958, mudou-se para sua localização atual no campus da Universidade de Montreal. O prédio original passou por duas ampliações nos anos de 1975 e 1989. Em 2002, o departamento de engenharia elétrica e computação (mais tarde separado um do outro) começou a ocupar o 5° e o 6° andar do antigo prédio da Escola de Altos Estudos Comerciais de Montreal. Em 2003 iniciou-se a construção de três novos prédios.
Até os anos 1960 o principal objetivo da instituição era treinar novos engenheiros. Entretanto, a partir de 1959 seu foco passou a ser a pesquisa. Atualmente é a maior instituição de pesquisa em ciências aplicadas do Canadá. Em 1977 a instituição adquiriu um reator nuclear chamado SLOWPOKE-2. Em operação há 36 anos, o reator não gera energia elétrica e é usado para pesquisa, ensino, geração de nêutrons e produção de isótopos. Sua licença de operação foi renovada em 1° de julho de 2013 e expira em 30 de junho de 2023.

### Tiroteio

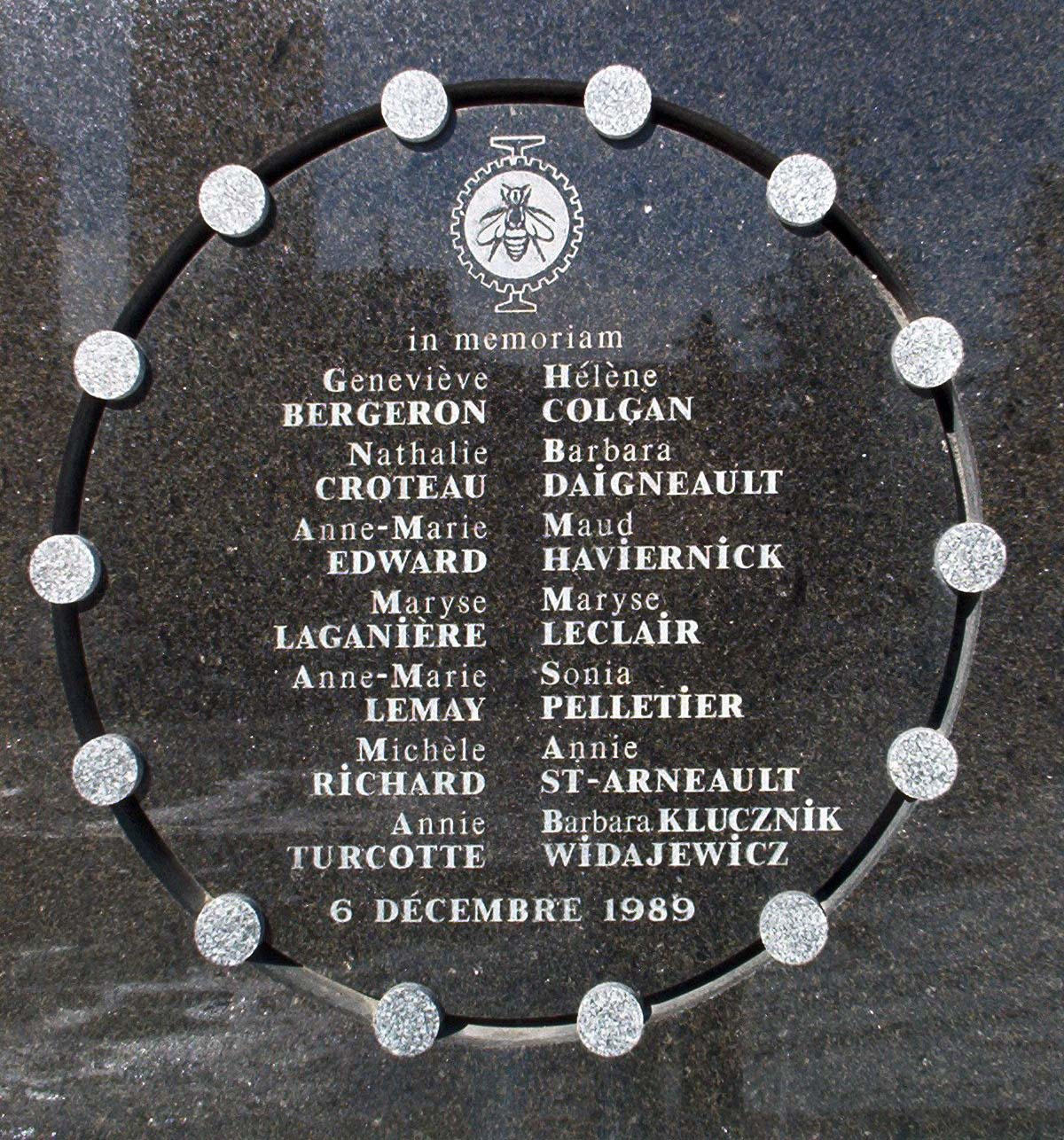
Placa lembrando as quatorze estudantes vítimas do tiroteio.

Em 6 de dezembro de 1989, um jovem de 25 anos chamado Marc Lépine entrou no prédio da Escola Politécnica de Montreal e assassinou quatorze mulheres, ferindo outras dez e quatro homens antes de cometer suicídio no local. O massacre é, ainda hoje, o maior tiroteio da história do Canadá. O evento é relembrado em todo o Canadá, sobretudo na província de Quebec, como o Dia Nacional de Memória e Combate à Violência contra a Mulher.

## Campus
O campus da escola é localizado na face norte do Monte Royal. Seu prédio principal é o edifício mais alto do campus central da Universidade de Montreal. Um segundo prédio, o edifício J.-Armand-Bombardier, localiza-se ao lado do prédio principal e serve principalmente para atividades de pesquisa e centro de desenvolvimento de empresas de startup na área de tecnologia. O nome do edifício é uma homenagem a Joseph-Armand Bombardier, fundador da empresa homônima e inventor da moto de neve. O edifício Pierre-Lassonde et Claudette-Mackay-Lassonde abriga os departamentos de engenharia elétrica e engenharia da computação e de softwares e foi inaugurado em setembro de 2005. Quando de sua inauguração, este novo prédio venceu o "Prêmio de Mérito" da revista Canadian Architect, recebeu uma estrela de ouro do Conselho de Edificações Ecológicas dos EUA e uma nota de 46 na escala LEED, maior do que qualquer edificação em território canadense até então. O consumo de energia deste prédio é 60% menor do que o recomendado pelo Código Nacional de Energia do Canadá para Prédios.

## Organização
A Escola Politécnica é uma das três maiores faculdades de engenharia do Canadá e a maior da província de Quebec. Desde sua fundação em 1873, esta instituição educacional de língua francesa treina engenheiros e especialistas. A escola contribui para a expansão científica e econômica da província em que está localizada. Seus egressos estiveram envolvidos nas principais obras de engenharia do século XX no Quebec, tais como usinas hidrelétricas. A Escola Politécnica está na vanguarda de vários campos da engenharia, tais como aeronáutica, engenharia da computação, telecomunicações, biotecnologia, nanotecnologia, ciência ambiental e inteligência artificial.
A Escola Politécnica oferece doze programas de graduação, administrados por sete departamentos. São eles:
- Departamento de engenharia química
  - Engenharia química
- Departamento de engenharia civil, geológica e mineral
  - Engenharia civil
  - Engenharia geológica
  - Engenharia mineral
- Departamento de engenharia elétrica
  - Engenharia biomédica
  - Engenharia elétrica
- Departamento de engenharia da computação e de softwares
  - Engenharia da computação
  - Engenharia de software
- Departamento de matemática e engenharia industrial
  - Engenharia industrial
- Departamento de engenharia mecânica
  - Engenharia aeroespacial
  - Engenharia mecânica
- Departamento de engenharia física
  - Engenharia física

## Pesquisa
A Escola Politécnica é conhecida por seu investimento em pesquisa, que representou mais de 40% de seu orçamento entre os anos de 2008-2009 (60,5 milhões de dólares). Dentre as quinze faculdades que mais investem em pesquisa no país – conhecidas coletivamente como U15 – a Escola Politécnica lidera em muitos aspectos: número de cátedras em pesquisa, total de bolsas de pesquisa e total de bolsas de pesquisa em parceria com a indústria. Além disso, é a quinta faculdade que mais publica artigos científicos no campo da tecnologia. Suas quarenta unidades de pesquisas recebem mais de 20% de todas as verbas e contratos para pesquisa em ciências aplicadas concedidas às universidades de Quebec.

## Alunos e professores

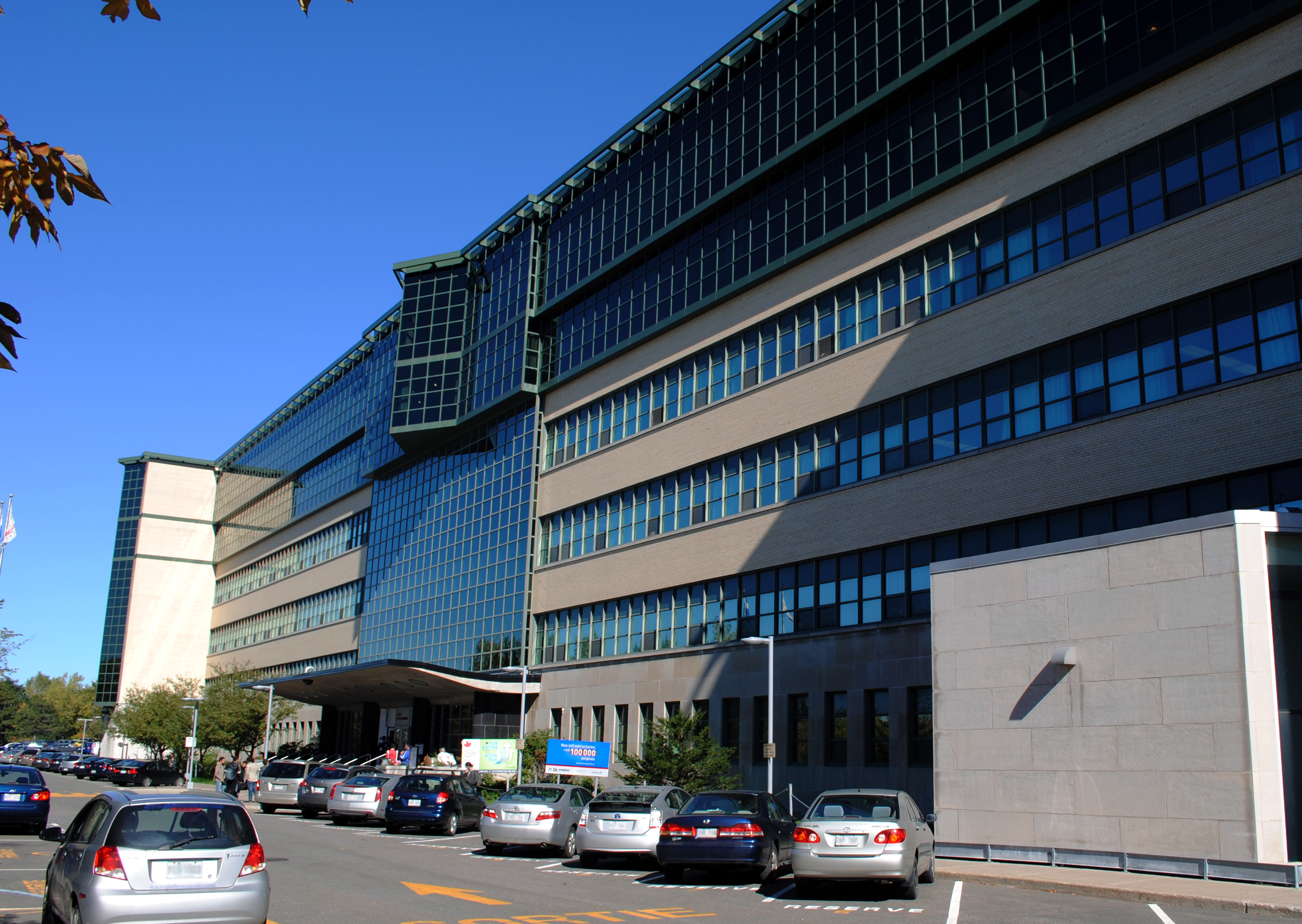
Prédio principal, École Polytechnique de Montréal.

Em 2007 a instituição tinha 3 929 alunos de graduação e 1 615 alunos de pós-graduação. No semestre do inverno de 2003 havia 5 713 alunos (3 997 de graduação e 1 716 de pós-graduação), sendo 1 198 mulheres e 4 515 homens. A comunidade acadêmica inclui ainda 220 professores e 150 pesquisadores. Cerca de 600 diplomas, 200 mestrados e 50 doutorados são entregues todos os anos.
Ex-alunos notáveis da instituição incluem:
- Jean-Jacques Archambault, Engenheiro da Hydro-Québec que foi o pioneiro das linhas de transmissão de 735 kV
- Bernard Lamarre, Engenheiro civil e ex-CEO da Lavalin
- David Saint-Jacques, Astronauta canadense
- Marc Grégoire, Comissário da Guarda Costeira do Canadá
- Marc Parent, CEO da CAE Inc.
- Paul-Aimé Sauriol, Engenheiro civil e fundador da Dessau
- Pierre Dufour, Vice-Presidente Executivo Sênior da Air Liquide
- Pierre Lassonde, empresário e filantropo
- Thierry Vandal, EX-presidente e CEO da Hydro-Québec
- Justin Trudeau, Primeiro-ministro do Canadá

## Vida acadêmica

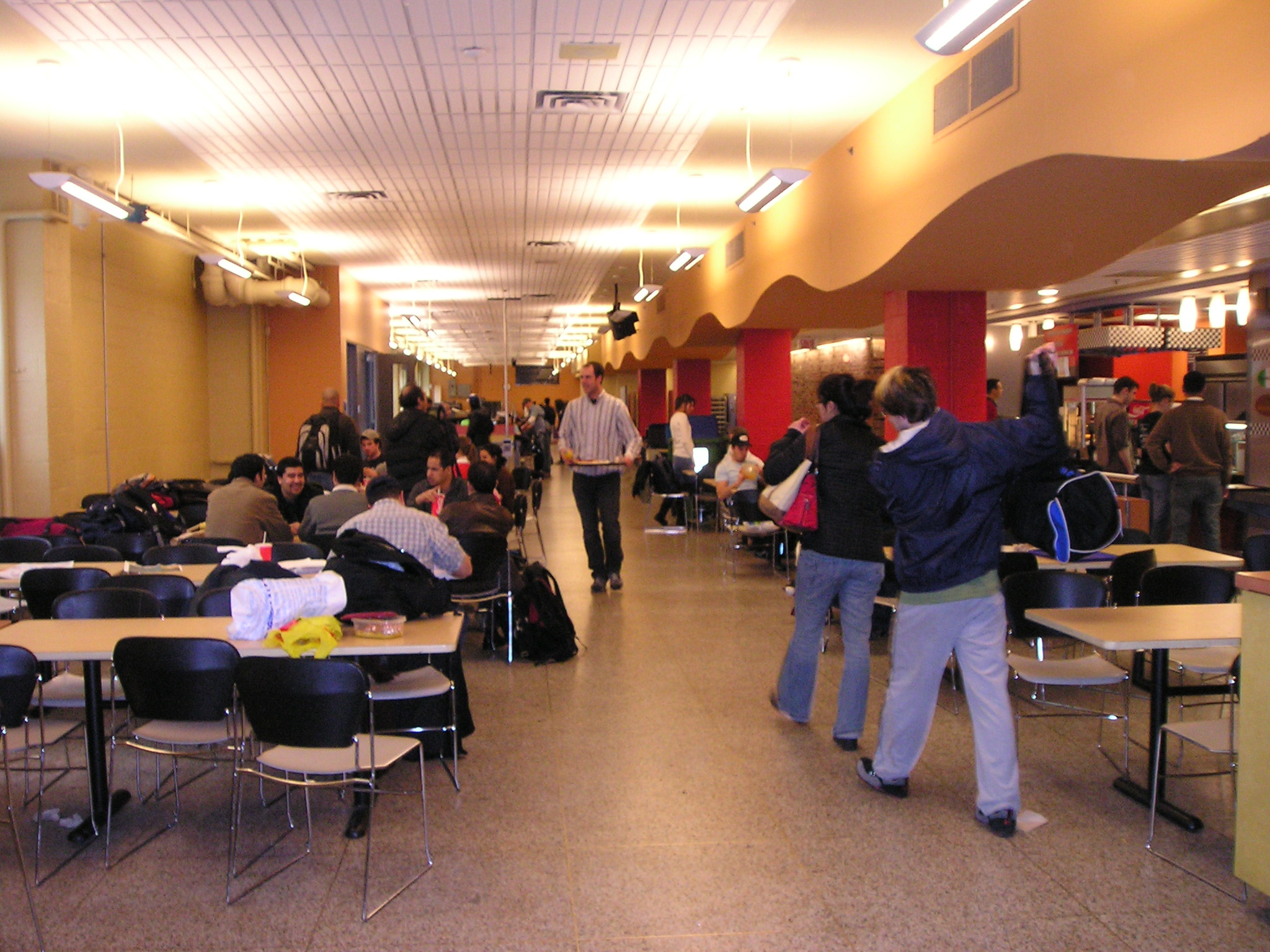
Refeitório da Escola Politécnica de Montreal.

A faculdade é conhecida por sua vibrante vida estudantil, o que inclui o grupo de teatro Poly-Théâtre e o foto-clube (em francês) Poly-Photo. Há também outros grupos: Allo-Poly (humor), Poly-TV, Polyrad, etc. O jornal estudantil Le Polyscope foi fundado em 1967. É publicado semanalmente durante o ano letivo quebequense. É conhecido ao redor do campus da Universidade de Montreal por seu humor irreverente, suas palavras-cruzadas, sua seção de entretenimento e sua política de publicar tudo aquilo que os leitores pedem.
A Escola Politécnica também possui 15 sociedades extracurriculares. Essas organizações estudantis estimulam a produção de diversos projetos tecnológicos, tais como:
- Archimède, submarino;
- Avion Cargo, avião de carga controlado remotamente;
- Canoe de béton, canoa feita de concreto;
- Esteban, carro movido a energia solar;
- Formule Électrique, carro elétrico de corrida;
- Mini-Baja, buggy de dunas;
- Polybroue, produção de cerveja;
- Poly Games, desenvolvimento de videogames;
- Polyproject, equipamentos eletrônicos de alta tecnologia;
- Pont d'acier, ponte de aço de pequena escala;
- Oronos, foguete de pequena escala;
- PolyOrbite, satélite de pequena escala.

A Escola Politécnica é famosa em Montreal por sua festa de praia, organizada por uma delegação de estudantes conhecida como Poly-Party. O evento ocorre uma vez a cada dois anos durante o inverno (geralmente em janeiro). Os alunos constroem uma "praia artificial" completa no refeitório, que cobrem com areia e onde montam uma piscina.
No final do ano uma delegação de alunos conhecida como Poly-World viaja para algum outro país para experimentar as diferenças na prática da engenharia. Esta atividade extracurricular ajuda os alunos participantes a aprender sobre uma outra cultura, além de inserir-lhes nas práticas do mercado global da engenharia, oferecendo-lhes um diferencial competitivo no mercado de trabalho.

## Ligações Externas
- (em francês) Sítio oficial
- (em francês) Sítio oficial do foto-clube Polyphoto
- (em francês) Sítio oficial do jornal estudantil Le Polyscope
- (em francês) Sítio oficial da Poly-Party
- (em francês) Sítio oficial do grupo de teatro Poly-Théâtre
- Sítio oficial da delegação Poly-World